# Lisístrato
Lisístrato de Sición (en griego: Λυσίστρατος Σικυώνιος) fue, como su hermano Lisipo, un escultor griego del siglo IV a. C. Ambos son nombrados como naturales o ciudadanos de Sición.
No se conoce ninguna de sus obras, a excepción de las referencias literarias a un autorretrato que recoge Plinio el Viejo en su obra Naturalis historia (35, 153). Lisístrato habría fijado la técnica del retrato helenístico al modelar sobre su propio rostro una máscara de yeso, y sobre ella un molde de cera que, retocado hasta alcanzar la mayor perfección en el parecido, llevó al bronce por el habitual procedimiento "a la cera perdida".

Hominis autem imaginem gypso e facie ipsa primus omnium expressit ceraque in eam formam gypsi infusa emendare instituit Lysistratus Sicyonius, frater Lysippi.

No debe confundirse con Lisístrata, título de una comedia de Aristófanes.